# Senots
Senots é uma comuna francesa na região administrativa de Altos da França, no departamento de Oise. Estende-se por uma área de 6,25 km². Em 2010 a comuna tinha 353 habitantes (densidade: 56,5 hab./km²).